# Dogs Have No Hell
Dogs Have No Hell ist ein Kurzfilm des finnischen Regisseurs Aki Kaurismäki aus dem Jahr 2002. Es handelt sich um den ersten Teil des Episodenfilms Ten Minutes Older: The Trumpet, in dem sich mehrere Regisseure in zehnminütigen Beiträgen jeweils mit dem Thema Zeit beschäftigen.

## Handlung
Ein Mann wird um 15:20 Uhr aus polizeilichem Gewahrsam entlassen. Er war festgenommen worden, weil er sich betrunken auf Bahngleise gelegt hatte. Er nimmt seine persönlichen Gegenstände an sich und verlässt die Wache der Bahnpolizei. Im Hintergrund sind Ansagen über Lautsprecher zu hören. Der Mann fragt einen anderen, wann der Zug nach Moskau fährt. „Um halb“, lautet die Antwort. Der Protagonist fährt um 15:22 Uhr mit der Rolltreppe ins Untergeschoss und verlässt den Bahnhof. Er sucht eine Autowerkstatt auf, die er mit einem Freund zusammen aufgebaut hatte. Er will seinen Anteil verkaufen, denn er braucht das Geld für eine Reise nach Sibirien, wo er nach Öl bohren will. Er werde nicht allein fahren, sondern mit seiner zukünftigen Frau, die allerdings noch nichts davon weiß – weder von einer Heirat noch von der Reise.
Anschließend geht der Mann in eine Bar, wo er einen Brandy trinkt. Im Hintergrund spielen Marko Haavisto & Poutahaukat live. Er setzt sich nachdenklich an einen Tisch, betrachtet eine Frau am Nebentisch und wechselt Blicke mit dem Kellner, der schließlich eine Küchenhilfe in den Gastraum bringt. Diese bemerkt zu dem Mann, sie habe ihn ewig nicht mehr gesehen. Er bittet sie, mit ihm nach Sibirien zu kommen. „Der Zugführer ist wie ein Kapitän, er wird uns trauen.“ Sie kommen um 15:27 Uhr am Bahnhof an. Plötzlich meint sie, sie könne nicht mitkommen, weil sie keine Ringe hätten. Im Untergeschoss des Bahnhofs kaufen sie also Eheringe. Als sie Fahrkarten „nach Sibirien“ kaufen wollen und die Verkäuferin sagt, dass dies ein großes Land sei, nennt der Mann als Ziel Irkutsk. Er kauft die Tickets und sie erreichen gerade noch den Zug.
Im Zug fragt die Frau, warum er sich nicht zu ihr setze, worauf er sie auffordert, aus dem Fenster zu schauen und nachzusehen, ob das Vaterland noch da sei. Dann setzt er sich zu ihr.

## Hintergrund
In diesem Kurzfilm wollte Kaurismäki die Zusammenarbeit von Kati Outinen und Markku Peltola ausprobieren, die in seinem bekannten Werk Der Mann ohne Vergangenheit, das bald darauf gedreht werden sollte, die Hauptrollen übernahmen.

## Kritik
“Kaurismäki’s cinematic stopwatch seems to be synchronised more with inner, psychological time than concrete minutes and seconds, and his protagonist seems to manage the past, present and future affairs of his life with the superior efficiency and success characteristic of the modern human being.”

„Kaurismäkis filmische Stoppuhr scheint mehr mit der inneren, psychologischen Zeit synchronisiert zu sein als mit konkreten Minuten und Sekunden, und sein Protagonist scheint die vergangenen, gegenwärtigen und zukünftigen Angelegenheiten seines Lebens mit der überlegenen Effizienz und dem Erfolg zu verwalten, die für den modernen Menschen charakteristisch sind.“